# Siles
Siles – gmina w Hiszpanii, w prowincji Jaén, w Andaluzji, o powierzchni 177,85 km². W 2011 roku gmina liczyła 2451 mieszkańców.